# Aviva Stadium
Aviva Stadium (in irlandese Staid Aviva) è un impianto sportivo multifunzione di Dublino, capitale d'Irlanda.
Inaugurato nel 2010, sorge sull'area del preesistente Lansdowne Road.
Proprietà di un consorzio privato costituito al 50% ciascuno dalle federazioni irlandesi calcistica e rugbistica, è lo stadio delle rappresentative nazionali di entrambe le discipline e prende il nome dallo sponsor principale, la compagnia assicurativa britannica Aviva.
Ai sensi del regolamento UEFA, che vieta di associare al nome degli stadi marchi di sponsor non legati a essa, in occasione delle competizioni calcistiche organizzate da tale federazione lo stadio è denominato Dublin Arena.
L'impianto rientra inoltre nella massima categoria (numero 4) della classificazione degli stadi UEFA, potendo eventualmente ospitare le finali delle due maggiori competizioni UEFA per club e del campionato europeo di calcio.
Ospita regolarmente le gare dell'Irlanda di rugby nel Sei Nazioni e, a livello di club, saltuariamente è l'impianto interno della franchise dublinese del Leinster, oltre ad avere ospitato le finali di Heineken Cup 2012-13, nonché, nella stagione 2022-23, quelle di Champions Cup e Challenge Cup; in ambito calcistico di club fu sede delle finali di Europa League 2010-11 e 2023-24.
Inizialmente selezionato tra gli stadi del campionato europeo di calcio 2020, fu successivamente scartato per insufficiente capacità.

## Storia

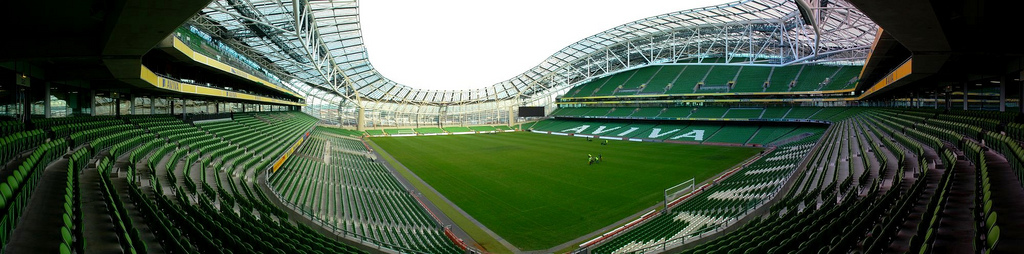
Una panoramica dell'interno dello stadio

Nella seconda metà degli anni 2000 la FAI e la IRFU, data la crescente obsolescenza ed inadeguatezza strutturale del vecchio stadio Lansdowne Road (storico terreno interno delle nazionali di calcio e rugby), decisero di finanziarne l'abbattimento e la successiva costruzione di un impianto di nuova generazione, più moderno e capiente.
Dopo aver ottenuto l'autorizzazione a trasferire momentaneamente il terreno interno delle relative selezioni nazionali al Croke Park da parte della Gaelic Athletic Association (proprietaria dell'impianto), nel 2007 vennero avviati i lavori di demolizione del vecchio stadio e di costruzione della nuova arena, che vennero portati a termine in tre anni. Il diritto di sfruttamento del nome dello stadio venne rilevato dal gruppo assicurativo Aviva per una durata di 10 anni.
Aviva Stadium fu quindi inaugurato l'11 agosto 2010 con un'amichevole tra l'Irlanda e l'Argentina, che quest'ultima vinse 1-0 con un gol di Ángel Di María.
A decorrere da tale data lo stadio ha assurto il ruolo di campo interno delle squadre nazionali irlandesi di rugby e calcio, nonché della squadra del Leinster (militante nel campionato internazionale United Rugby Championship).